# 軍令部

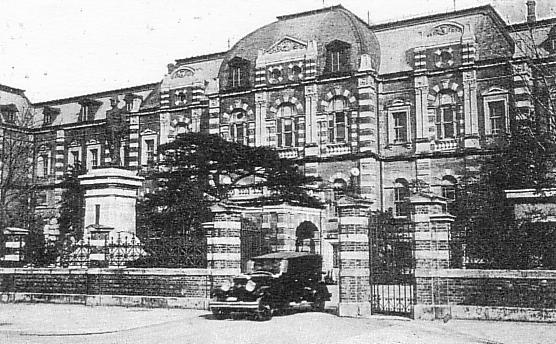
1930年代，日本海軍軍令部

軍令部 （日语：〔〕／）為大日本帝國海軍的參謀部，並為天皇直屬單位。職掌為輔佐統帥，以及海軍之作戰與指揮。

## 概要
軍令部始建於1884年的「海軍省軍事部」，1893年成立「海軍軍令部」，1933年《軍令部令》制定後始稱「軍令部」。其地位與大日本帝國陸軍參謀本部平行，首長為軍令部長，後為對應大日本帝國陸軍參謀總長的職銜，亦於1933年將軍令部長改稱軍令部總長。部長／總長是由天皇所任命的海軍將領，不對內閣（包括首相和海軍大臣）與國會負責。軍令部次長的職掌為輔佐部長／總長，兩者皆為御前會議的成員。
軍令部平時主管作戰與用兵計畫的作為，戰時為聯合艦隊總司令的直屬長官，並決定作戰目標。軍令部雖屬於海軍最高單位，但設置之初，帝國政府為尊重陸軍，是將軍令部與參謀本部一併列於陸軍之下；這現象到太平洋戰爭爆發後才有改變。

## 沿革
- 1884年2月－海軍省達丙第21號規定，設立外部組織軍事部。
- 1886年3月－修正參謀本部條例，設置參謀本部海軍部。軍政、軍令分離。
- 1888年5月 - 成立海軍参謀本部。
- 1889年3月 - 改制海軍参謀部，再次納入海軍省轄下。
- 1893年5月 - 敕令第36号海軍省改制，海軍省管轄軍令事項移至分離独立的海軍参謀部；敕令第37號海軍軍令部条例規定，設立海軍軍令部；敕令第49號廢止海軍参謀部等条例。軍政、軍令再度分離，平時與陸軍參謀本部地位對等的軍令機關。
- 1903年12月 - 敕令第293号戰時大本營条例改訂，戰時亦與陸軍參謀本部地位對等。
- 1933年10月－軍令海第5號軍令部令，海軍軍令部改稱軍令部，軍令部長改稱軍令部總長。
- 1945年10月15日－軍令海第8號，廢除軍令部。

## 組織
- 第一部：作戰
- 第二部：軍備
- 第三部：情報
- 第四部：通信

## 1893年海军军令部条例
第一条  海军军令部设置于东京，掌管制定出师作战、沿岸防御的计划，监督镇守府及舰队的参谋将校，并监视教育训练。
第二条  海军军令部长由天皇从海军大将或海军中将中亲补，直属天皇，参与帷幄机务，管理部务。
第三条  战略上的事务、与海军军令相关的事项，由海军军令部长管辖，制定计划，经天皇亲裁后，平时移交海军大臣，战时直接向镇守府及舰队司令长官传令。
第四条  海军军令部长奉勅令为检阅使，检阅镇守府和舰队。
第五条  海军军令部设副官二人，一人由海军大尉出任，另一人由本职为海军大尉者兼任，传达命令、掌理庶务。
第六条  海军军令部设如下二局分理部务：
第一局：制定出师作战、沿岸防御的计划、舰队军队的编制、军港要港相关的事项；
第二局：监视教育训练、谍报和编纂相关事项。
第七条  各局设局长各一人，海军大佐以上补任，各局局员设置为：第一局海军少佐二人、海军大尉四人，第二局海军少佐一人、海军大尉三人。另外在第二局设海军机关少监或海军大机关士一人服局务。
第八条  海军军令部出仕将校由临时海军佐官或海军大尉四人担任，服部务。
第九条  公使馆附将校由海军佐官或海军大尉八人担任，由海军军令部长管理。
第十条  海军军令部设海军文库主管一人，由海军大尉出任，掌理海军必要图书的搜集和保存。
第十一条 前述诸条外，设海军编修一人、海军编修书记五人，属于第二局；设书记三人、技手一人，服部务。

## 歷任軍令部總長列表
|    | 姓名         | 就任時軍階 | 出身地   | 海軍兵學校 畢業期別 | 海軍大學 畢業期別 | 就任日         | 備註                               |
| -- | ------------ | ---------- | -------- | ------------------- | ----------------- | -------------- | ---------------------------------- |
| 1  | 仁禮景範     | 海軍少將   | 鹿兒島縣 |                     |                   | 1886年3月16日  | 由參謀本部次官改稱參謀本部海軍部長 |
| 2  | 伊藤雋吉     | 海軍少將   | 京都府   |                     |                   | 1889年3月8日   | 改稱海軍參謀部長                   |
| 3  | 有地品之允   | 海軍少將   | 山口縣   |                     |                   | 1889年5月17日  |                                    |
| 4  | 井上良馨     | 海軍少將   | 鹿兒島縣 |                     |                   | 1891年6月17日  |                                    |
| 5  | 中牟田倉之助 | 海軍中將   | 佐賀縣   |                     |                   | 1892年12月12日 | 由海軍參謀部長改稱海軍軍令部長     |
| 6  | 樺山資紀     | 海軍中將   | 鹿兒島縣 |                     |                   | 1894年7月17日  |                                    |
| 7  | 伊東祐亨     | 海軍中將   | 鹿兒島縣 |                     |                   | 1895年5月11日  |                                    |
| 8  | 東鄉平八郎   | 海軍大將   | 鹿兒島縣 |                     |                   | 1905年12月19日 |                                    |
| 9  | 伊集院五郎   | 海軍中將   | 鹿兒島縣 | 第5期               |                   | 1909年12月1日  |                                    |
| 10 | 島村速雄     | 海軍中將   | 高知縣   | 第7期               |                   | 1914年4月22日  |                                    |
| 11 | 山下源太郎   | 海軍大將   | 山形縣   | 第10期              |                   | 1920年10月1日  |                                    |
| 12 | 鈴木貫太郎   | 海軍大將   | 千葉縣   | 第14期              | 第1期             | 1925年4月15日  |                                    |
| 13 | 加藤寛治     | 海軍大將   | 福井縣   | 第18期              |                   | 1929年1月22日  |                                    |
| 14 | 谷口尚真     | 海軍大將   | 廣島縣   | 第19期              | 第3期             | 1930年6月11日  |                                    |
| 15 | 伏見宮博恭王 | 海軍大將   | 皇族     | 第16期              |                   | 1932年2月2日   | 由海軍軍令部長改稱軍令部總長       |
| 16 | 永野修身     | 海軍大將   | 高知縣   | 第28期              | 第8期             | 1941年4月9日   |                                    |
| 17 | 島田繁太郎   | 海軍大將   | 東京都   | 第32期              | 第13期            | 1944年2月21日  |                                    |
| 18 | 及川古志郎   | 海軍大將   | 岩手縣   | 第31期              | 第13期            | 1944年8月2日   |                                    |
| 19 | 豐田副武     | 海軍大將   | 大分縣   | 第33期              | 第15期            | 1945年5月29日  |                                    |

## 註解
1. ↑  雖然大日本帝國海軍軍令部長與美國海軍軍令部長在中文翻譯上是一樣的，但在英文上有所不同：大日本帝國海軍軍令部長為「Chief of Imperial Japanese Navy General Staff」，直譯其實就是「海軍參謀總長」；美國海軍軍令部長則為「Chief of Naval Operations」，直譯為「海軍作戰部長」；但兩者職權類似。此外，美國海軍並無名為「海軍軍令部」的單位，卻有「海軍軍令部長室」（Office of Chief of Naval Operations），這個辦公室等於是海軍軍令部長的幕僚群；但日本軍令部為一「高司」（高級司令）單位，由宿將出任部長。

## 外部連結
- 日本海軍組織概論[永久]